# Хелмут Хаман
Хелмут Хаман (Берлин 31. август 1912 — Сједлишче, Пољска, 22. јун 1941) је бивши немачки атлетски репрезентативац који се такмичио као репрезентативац Нацистичке Немачке на Олимпијским играма 1936. у Берлину у трци штафета 4 х 400 м и освојио бронзану медаљу. Поред њега у штафети су још били Хари Фојт, Фридрих Фон Штилпнагел, Рудолф Харбиг.
На Европском првенству 1934. у Торину, немачка штафета у саставу Хелмут Хаман, Ханс Шеле, Хари Фојт и Адолф Мецнер је освојила титулу у трци штафета на 4 х 400 м.
Лични рекорд у трци на 400 метара 47,8 постигао је 1939.
Спортску каријеру му прекида рат. Погинуо је у почетку операције Барбароса током Другог светског рата у војној акцији у Пољској.